# هیلزبورو (مریلند)
هیلزبورو (به انگلیسی: Hillsboro) شهری در ایالت مریلند کشور ایالات متحده آمریکا است که جمعیت آن در سرشماری سال ۲۰۱۰ میلادی، ۱۶۱ نفر بوده‌است.